# Maleducato
Maleducato è un singolo del cantautore italiano Leo Gassmann, pubblicato il 10 aprile 2020 come quarto estratto dal primo album in studio Strike.

## Video musicale
Il videoclip ufficiale del brano è stato caricato sul canale YouTube del cantante l'11 aprile 2020; esso è stato girato interamente in casa dall'interprete assieme a quattro amici musicisti, in rispetto delle procedure contro la diffusione del COVID-19.

## Tracce
1. Maleducato – 2:59